# Volvo S80
La Volvo S80 è un modello di automobile costruito dalla casa automobilistica Volvo, appartenente al segmento delle berline di lusso di Segmento E. Era disponibile solamente con carrozzeria berlina, 4 porte e cinque posti, ed è stata presentata nel 1998.
Nel 2006 è stata presentata la seconda serie, destinata a restare in produzione sino al 2016.

## Prima serie (1998-2006)
Condivide il telaio con le sorelle V70 e S60, basata sulla piattaforma chiamata P2 e realizzata interamente da Volvo.
Ne sono stati costruiti 388.595 esemplari e, sottoposta a crash test da parte dell'Euro NCAP nel 2000 è stata classificata tra le auto a 4 stelle.
Ricevette un restyling nel febbraio del 2003.

### Motori
Condivide gran parte dei motori con la sorella station wagon V70.
| Modello    | Tipo    | Potenza | 0–100 km/h | Vel. Max. | Consumo medio |
| 2.4 20V    | benzina | 170 cv  | 9,0 s      | 220 km/h  | 9,1 l/100 km  |
| 2.0 20V T5 | benzina | 226 cv  | 7,5 s      | 245 km/h  | 9,3 l/100 km  |
| 2.5 T      | benzina | 210 cv  | 7,3 s      | 235 km/h  | 9,3 l/100 km  |
| 2.9        | benzina | 196 cv  | 8,9 s      | 225 km/h  | 10,8 l/100 km |
| 2.8 T6 24V | benzina | 272 cv  | 7,3 s      | 250 km/h  | 11,8 l/100 km |
| 2.9 T6 24V | benzina | 276 cv  | 7,2 s      | 250 km/h  | 11,3 l/100 km |
| 2.4D 20V   | diesel  | 163 cv  | 9,5 s      | 210 km/h  | 6,5 l/100 km  |
| 2.4 D5 20V | diesel  | 185 cv  | 8,5 s      | 230 km/h  | 6,6 l/100 km  |
| 2.5 TDI    | diesel  | 140 cv  | 10,1 s     | 200 km/h  | 6,5 l/100 km  |

## Seconda serie (2006-2016)

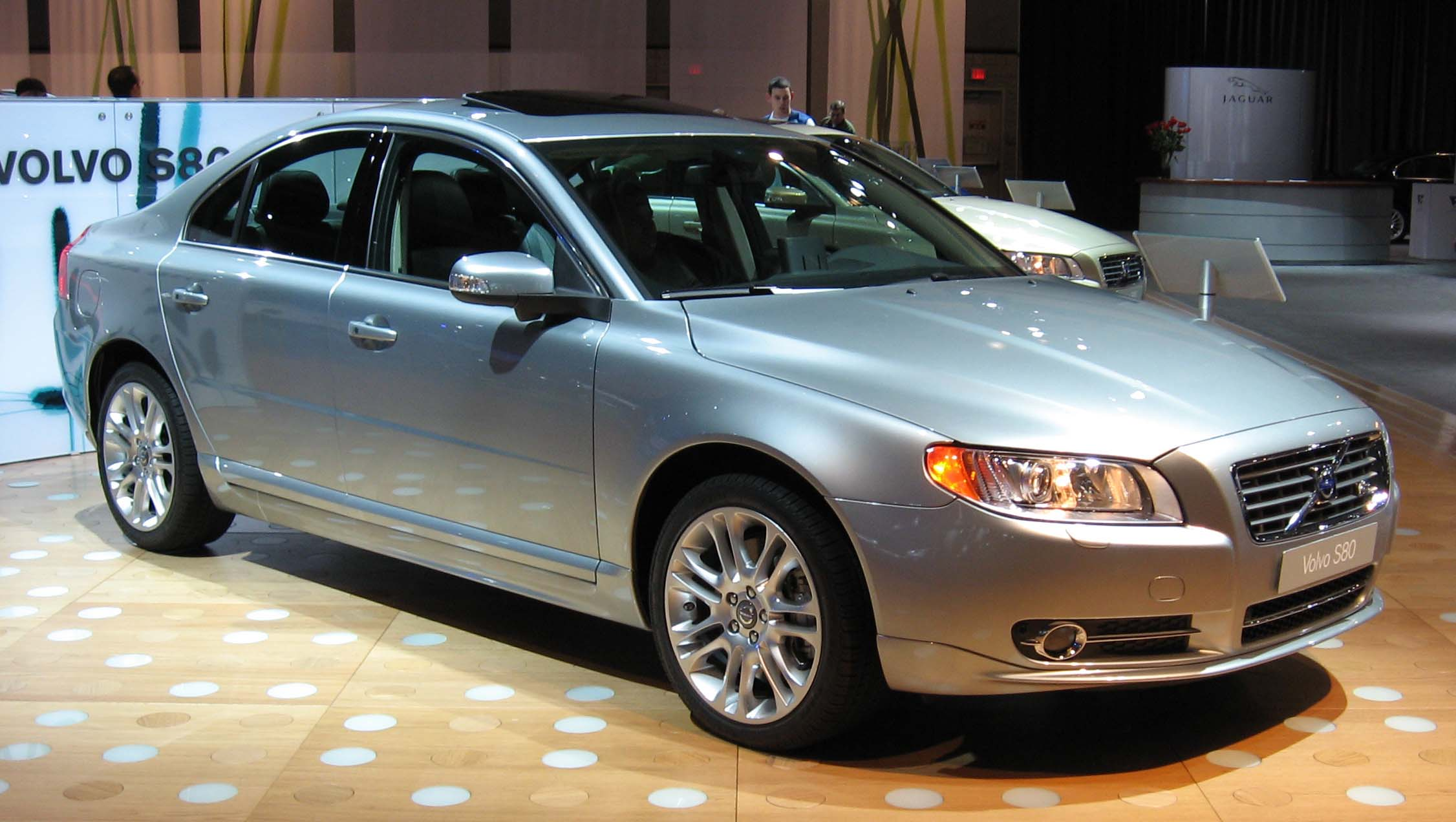
Volvo S80 II serie

Il 28 febbraio 2006 viene presentata in anteprima al Salone dell'automobile di Ginevra la seconda serie della S80 che inizia ad essere commercializzata nell'estate.
Nel maggio 2009, ha subito un restyling concentrato sui paraurti e sui fari. A giugno 2011 la Volvo S80 ha ricevuto dei piccoli aggiornamenti sia estetici che tecnici: All'interno abbiamo ora nuovi inserti e una plancia molto simile a quella della S60. Fuori, i cambiamenti sostanziali si limitano a nuovi indicatori di direzione a Led. In quanto ai motori il D5 ora ha 215 CV e il D3 consuma meno. Infine il city safety è di-serie e nel pacchetto di assistenza alla guida ora è disponibile il Pedestrian Detection. Nel 2013, come tutta la gamma (ad eccezione della V40 e della XC90 della quale l'anno successivo sarebbe stata presentata la seconda generazione) viene sottoposta a un restyling che cambia i paraurti facendo sembrare l'auto più bassa e larga e altri dettagli che migliorano l'eleganza.

### Motori
| Modello                   | Tipo    | Potenza | 0–100 km/h | Vel. Max. | Consumo medio                      |
| 2.0                       | benzina | 146cv   | 10,9 s     | 205 km/h  | 12,0 km/l                          |
| 2.5 T                     | benzina | 200cv   | 7,7 s      | 235 km/h  | 10,9 km/l                          |
| 1.6 T4                    | benzina | 180cv   | 8,5 s      | 220 km/h  | 15.2 km/l                          |
| 2.0 T                     | benzina | 203cv   | 7,9 s      | 235 km/h  | 12,7 km/l                          |
| 2.0 T5                    | benzina | 241cv   | 7,5 s      | 245 km/h  | 12,7 km/l                          |
| 3.0 T AWD                 | benzina | 285cv   | 6,9 s      | 250 km/h  | 8,9 km/l                           |
| 3.0 T6 AWD                | benzina | 305cv   | 6,7 s      | 250 km/h  | 10,1 km/l                          |
| 3.2 AWD                   | benzina | 245cv   | 7,2 s      | 245 km/h  | 8,9 km/l                           |
| 4.4 V8 AWD                | benzina | 315cv   | 6,5 s      | 250 km/h  | 8,2 km/l                           |
| 1.6 D DRIVe 8V            | diesel  | 115cv   | 11,5 s     | 190 km/h  | 22,2 km/l                          |
| 2.0D 16V                  | diesel  | 136cv   | 10,7 s     | 200 km/h  | 17,5 km/l                          |
| 2.4D 20V                  | diesel  | 163cv   | 9,5 s      | 210 km/h  | 16,6 km/l                          |
| 2.0 D3 20V                | diesel  | 163cv   | 9,7 s      | 215 km/h  | 20,4 km/l                          |
| 2.4 D5 20V (AWD optional) | diesel  | 185cv   | 8,5 s      | 230 km/h  | 16,6 km/l (14,1 km/l versione AWD) |
| 2.4 D5 20V (AWD optional) | diesel  | 215cv   | 7,9 s      | 230 km/h  | 20,4 km/l (15,6 km/l versione AWD) |